# جوزيف ر. نولان
جوزيف ر. نولان (بالإنجليزية: Joseph R. Nolan) هو قاضي ومحامي أمريكي، ولد في 1 يونيو 1925، وتوفي في 23 أبريل 2013.